# Андрея Пеїч
Андрея Пеїч (серб. Андрејa Пејић / хорв. Andreja Pejić «Андрея Пеїчь»), при народженні Андрей Пеїч (серб. Андреј Пејић / хорв. Andrej Pejić «Андрей Пеїчь») — австралійська трансгендерна модель боснійсько-сербського та боснійсько-хорватського походження (нар. 28 серпня 1991, Тузла, Боснія і Герцеговина, СФРЮ). Тривалий час Андрей Пеїч працював як модель-чоловік та модель-жінка (модель-андрогін) і казав, що живе «між статями». 2014 року Пеїч змінив стать і зараз є трансгендерною жінкою.

## Біографія

### Ранні роки
Андрей Пеїч народився в боснійському місті Тузла, має старшого брата Ігоря. Мати Пеїча, Ядранка Савич (серб. Jadranka Savić, Јадранка Савић),  є боснійською сербкою, а батько, Владо Пеїч — боснійський хорват. Пара розлучилася незабаром після народження Андрея. Під час Боснійської війни Андрей з Ігорем та їх матір'ю і бабусею втекли до Сербії, оселилися в таборі біженців поблизу Белграду. Пізніше сім'я оселилася в селі Войска в центральній Сербії.
Після Бомбардування Югославії силами НАТО в 1999 році, Андрей з мамою розпочали процес еміграції в Австралію. У 2000-му, коли Андреєві було 8 років, сім'я, як політичні біженці, переселилася до Мельбурна.
Успішно навчався в мельбурнській середній школі University High School.

### Кар'єра
У віці 16 років Пеїч був помічений модельним розвідником під час роботи в McDonald's,  але за ним вже спостерігали ще в басейні середньої школи у Мельбурні.
У лютому 2010 року Андрей підписав контракт з лондонським агентством «Storm Models» і через короткий час з'явився на обкладинці журналу «Dazed & Confused». За цим знімався для «Arena Homme Plus», «Wonderland», «Oyster» і «Vogue Paris».
В Мілані його стало представляти агентство «I Love Models Management», в Парижі — «New Madison». Зараз також співпрацює з «Photo Genics» (Лос-Анджелес).
Пеїч примітний своєю особливою андрогінністю, здатністю до моделювання як в чоловічому, так і в жіночому одязі. В січні 2011-го на паризьких модних показах Пеїч з'являвся в чоловічому та жіночому показах Жана-Поля Готьє (зокрема, у весільній сукні), та в чоловічому показі Марка Джейкобса. В травні 2011 року його обкладинка з нью-йоркського журналу Dossier Journal — де Андрей зображений знімаючи білу сорочку та з довгими білявими локонами на бігуді — була визнана занадто ризикованою для американських книгарень Barnes & Noble та Borders, бо хлопець з оголеним торсом виглядав дуже жіночним, тому журнали продавалися в непрозорих поліетиленових пакетах. Це було через хвилювання, що читачі вважатимуть Пеїча оголеною жінкою.
В липні 2011 року Андрей Пеїч з'явився на показі німецького дизайнера Michael Michalsky в чоловічому та жіночому вбранні. Наступного року він приголомшив глядачів, вийшовши у весільному вбранні іспанської дизайнерки Рози Клари (Rosa Clara) на Весільному тижні-2013 в Барселоні.
У 2011 році Пеїч посів 18 місце в списку «Топ-50 моделей-чоловіків» на models.com, був названий одним зі списку «Найпривабливіших людей» журналу Out, посів 98 місце в скандальному списку «Найсексуальніших жінок світу-2011» від журналу FHM —   нагорода була розкритикована за неприязний тон до трансгендерних особистостей, особливо, трансгендерних жінок; Онлайн версію журналу було змінено, а друкована версія все-таки надійшла у продаж. Представники журналу стверджували, що недогледіли потрапляння чоловіка в список найсексуальніших жінок, бо таким був результат он-лайн-голосування, і пообіцяли, що більше такого не повториться
У грудні 2011 року представив лінію пуш-ап бюстгальтерів для голландського універмагу «Hema» в постерах для зовнішньої реклами.
В серпні 2012 року Пеїч з'явився як зірковий суддя в реаліті-шоу «Britain & Ireland's Next Top Model».
У 2013 році Андрей Пеїч разом із моделями Iselin Steiro, Saskia de Brauw, акторкою Тільдою Свінтон та музикантом Девідом Боуі знявся у відеокліпі на сингл Боуі «The Stars (Are Out Tonight)».
У 2013 році взяв участь у зніманні турецького серіалу FATIH, де зіграв роль Раду III Красивого, молодшого брата Влада Дракули.

### Особисте життя
В липні 2014 року Пеїч здійснив камінг-аут як трансгендерна жінка. Через журнал People і телепрограму Entertainment Tonight  він заявив, що пройшов процедури по корекції статі декілька місяців тому. Андрей попросив звертатися до нього в жіночому роді й називати Андрея (Andreja). «Я хочу поділитися своєю історією з усім світом, бо вважаю, що несу соціальну відповідальність. Я сподіваюсь, що відкритість в цьому питанні допоможе зробити його менш проблемним» — заявила модель в ексклюзивному інтерв'ю журналу People.
Андрея розказала People, що «завжди мріяла бути дівчинкою». Вона пам'ятає, як крутилася в маминій сукні і уявляла себе балериною. Але після еміграції сім'ї в Австралію брат і хлопчики в школі дали Андреї зрозуміти, що їй краще приховувати свої нахили. Пеїч намагалася брати участь в командних іграх і проводити час як і всі інші хлопчики. Життя Пеїч змінилося, коли вона в 13 років знайшла в Google інформацію про зміну статі. Інтернет дав їй надію і пояснив почуття і відчуття в медичних термінах. Щоби зупинити гормональні зміни, пов'язані з дорослішанням, Пеїч почала приймати блокатори статевого дозрівання. Сім'я Андреї, мама, бабуся і брат, з розумінням і підтримкою поставились до її рішення. Вона планувала закінчити школу як Андрей і зробити корекцію статі. Плани порушила пропозиція від модельного агентства. Андрея вирішила, що це хороший шанс здобути фінансову стабільність.
Відновлення після операції тривало близько трьох місяців, процес пройшов без ускладнень. Андрея підтвердила, що в цей момент щаслива і на 100 відсотків задоволена своїм тілом.
Андрея Пеїч — марксистка. Свої релігійно-філософські погляди модель характеризує як атеїстичні і матеріалістичні.